# 교망
교망(蟜望, ? ~ ?)은 전한 말기의 관료로, 자는 왕군(王君)이며 동해군 사람이다.

## 행적
건평 3년(기원전 4년), 장작대장 교망은 집금오에 임명되었으나, 3개월 후 우장군이 되었다.
이듬해에 다른 관직으로 옮겨졌는데, 무엇인지는 알 수 없다.

## 출전
- 반고, 《한서》
  - 권19하 백관공경표 下

| 전임 해만년? | 전한의 장작대장 ? ~ 기원전 4년 | 후임 사요 |

| 전임 공손록 | 전한의 집금오 기원전 4년 | 후임 소육 |

| 전임 공손록 | 전한의 우장군 기원전 4년 ~ 기원전 3년 | 후임 왕안 |